# Patrick Schmidt (Handballspieler)
Patrick Schmidt (* 14. April 1992 in Ansbach) ist ein deutscher Handballspieler, der in der 3. Liga bei den Wölfen Würzburg spielt.

## Karriere
Patrick Schmidt ist in Ansbach (Bayern) geboren und aufgewachsen. Seine ersten Schritte auf dem Handballfeld machte er bei der HG Ansbach. Von dort wechselte er 2007 in das neu gegründete Handballleistungszentrum in Grosswallstadt und sammelte dort mit der A- und B-Jugend der Juniorenakademie Erfahrung in der Bayernliga der Herren.  Im Anschluss daran spielte Schmidt in der 3. Liga beim TV Kirchzell und ab Januar 2012 bei der DJK Rimpar. Jeweils Parallel dazu erhielt er ein Doppelspielrecht beim TV Großwallstadt in der 1. Handball-Bundesliga. In der Saison 2012/2013 gelang Schmidt mit den Wölfen der DJK Rimpar der Aufstieg in die 2. Handball-Bundesliga, er war hier mit 170 Toren maßgeblich am Erfolg beteiligt. Ab der Saison 2013/14 spielte der Rückraumspieler für den TV 05/07 Hüttenberg in der 2. Handball-Bundesliga. Im Sommer 2015 kehrte er nach Rimpar zurück. Dort ist er seit 2018 Kapitän der Mannschaft. Nach der Namensänderung von Rimpar zu Wölfe Würzburg, stiegen sie 2023 in die 3. Liga ab.
Neben seinen Einsätzen in den Vereinsmannschaften durchlief Schmidt alle Jugend- und Junioren-Auswahlteams des Deutschen Handballbundes und bestritt insgesamt über 100 Länderspiele – einige von ihnen als Kapitän der Juniorennationalmannschaft. Sein größter Erfolg war der 4. Platz bei der Jugend-Europameisterschaft 2010. 

## Sonstiges
Patrick Schmidt gehörte nach seinem Abitur 2011 der Sportfördergruppe der Bundeswehr an. Ab 2013 studierte er an der Hochschule Ansbach in einem speziell auf Spitzensportler ausgerichteten Studiengang für internationales Management. Mittlerweile arbeitet Schmidt als Lehrer.